# Pamela Highbaugh Aloni
Pamela Highbaugh Aloni ist eine kanadische Cellistin.
Highbaugh Aloni studierte an der California State University in Northridge und der Indiana University. Ihre Lehrer waren u. a. Peter Rejto, János Starker und Paul Katz. Sie war Erste Cellistin der Renaissance City Chamber Players in Detroit, war Artist in Residence des Center for Creative Studies Institute of Music and Dance und unterrichtete an der Oakland University in Rochester.
Seit 1991 unterrichtete sie als Artist in Residence Cello und Kammermusik an der University of Victoria. Sie ist Gründungsmitglied des Lafayette String Quartet (mit den Geigerinnen Ann Elliott-Goldschmid und Sharon Stanis und der Bratscherin Joanna Hood), mit dem sie sechs CDs einspielte. Die CD Death and the Maiden erhielt 2004 den Western Canadian Music Award als bestes Klassikalbum. Als Solistin trat sie mit dem Victoria Chamber Orchestra auf. Sie spielte in Ensembles wie dem Vetta Ensemble of Vancouver und war Gast des Victoria Summer Festival, des Olympic Music Festival, der Chamber Music San Juan und der Victoria Symphony’s Summer Cathedral Series.

## Diskographie
- Murray Adaskin Collection Vol. 1
- Murray Adaskin Collection Vol. 3
- Borodin - Stravinsky - Shostakovitch
- Remember Your Power Music by John Burke
- Death and the Maiden
- Grieg Debussy String Quartets
- Antonín Dvořák: Piano Quintets with Antonín Kubálek
- Tchaikowski - Shostakovich